# Bloedbad bij Ras Sedr
Het bloedbad bij Ras Sedr (Hebreeuws: טבח ראס סודר; Arabisch: مجزرة رأس سدر) was een massamoord op minstens 52 Egyptische krijgsgevangenen die plaatsvond direct nadat een parachutisteneenheid van het Israëlisch defensieleger de plaats Ras Sedr op het schiereiland Sinaï had veroverd op 8 juni 1967 tijdens de Zesdaagse Oorlog.

## Gebeurtenissen
In juni 2000 meldde de Egyptische krant Al-Wafd dat er een massagraf was ontdekt in Ras Sedr, met daarin de stoffelijke resten van 52 gevangenen die tijdens de oorlog door Israëlische parachutisten waren gedood. Het rapport meldde dat sommige schedels kogelgaten hadden, wat duidde op executie. De eerste berichten in de Israëlische krant Haaretz werden gecensureerd.
In april 2009 meldde Haaretz dat de Israëlische televisiedirecteur Ram Loevy kort na de oorlog van zijn parachutisten in zijn eenheid over het bloedbad had gehoord. Nadat hij in Metzah had getuigd, werd hij uit de eenheid gezet. Een andere bron beschreef twee gevallen van moorden op de locatie, die respectievelijk in 1956 en 1967 plaatsvonden. Een rapport bevat gedetailleerde bekentenissen van Israëlische officieren die getuige waren van de daad en dit omvatte een erkenning dat het bloedbad bij Ras Sedr een van de drie collectieve bloedbaden was die werden gepleegd onder leiding van de reservebrigadegeneraal Arieh Biroh (ook Arye Biro), tijdens de Suezcrisis van 1956 en de Zesdaagse Oorlog van 1967. De andere twee betroffen de moorden in de steengroeve bij de Mitla pass in de Sinaï en de moord op ontsnappende Egyptische officieren door het 890-regiment in Sharm-el-Sheikh.
Na zijn pensionering gaf Biroh in interviews toe 49 Egyptische krijgsgevangenen in de Sinaï te hebben gedood.

## Gebeurtenissen in de buurt op dezelfde dag

### El Arish
Volgens de Egyptische Organisatie voor Mensenrechten hadden de Israëlische Defensietroepen eerder op de dag honderden Egyptische krijgsgevangenen of gewonde soldaten afgeslacht op de Sinaï. Overlevenden beweerden later dat ongeveer 400 gewonde Egyptenaren levend begraven waren buiten de veroverde luchthaven El Arish, en dat 150 gevangenen in de bergen van de Sinaï waren overreden door Israëlische tanks.

## Nalatenschap
Er is gesuggereerd dat het bloedbad mogelijk heeft bijgedragen aan de latere moord op tientallen Israëlische gevangenen door Egyptische troepen in de Jom Kipoeroorlog van 1973. Resten van lichamen in IDF-uniformen met POW-tags werden gevonden in de ruïnes van de Bar Lev Line.